# اللفافة العميقة
اللفافة العميقة (أو اللفافة المستثمرة ) هي عبارة عن لفافة : واللفافة هي طبقة من الأنسجة الضامة الكثيفة التي يمكن أن تحيط بالعضلات الفردية ومجموعات العضلات والتي تنقسم إلى ما يعرف بالـحيزات اللفافية .
تتداخل هذه الأنسجة الضامة الليفية وتحيط بالعضلات والعظام والأعصاب والأوعية الدموية في الجسم، وبذلك توفر الاتصال والتواصل على هيئة أوتار عريضة، والأربطة والأوتار والشبكية والمحفظة المفصلية والحواجز .
تغلف اللفافة العميقة جميع العظام ( السمحاق والبطانة )؛ الغضروف ( سمحاق الغضروف ) والأوعية الدموية ( الغلالة الخارجية ) وتصبح متخصصة في العضلات ( الغشاء فوق العضل و الغشاء حول العضل و غلاف الليف العضلي ) والأعصاب ( غلاف العصب و ظهارة الحزمة العصبية و غلاف الليفة العصبية ). إن كثافة ألياف الكولاجين العالية هي ما يمنح اللفافة العميقة قوتها وسلامتها، وتحدد كمية ألياف الإيلاستين مدى قابليتها للامتداد ومرونتها.

## أمثلة
بعض الأمثلة:
- اللفافة العريضة
- لفافة الساق العميقة
- اللفافة العضدية
- لفافة بوك

## ديناميات اللفافة
إن اللفافة العميقة أقل اتساعًا من اللفافة السطحية . تعتبر اللفافة وعاءً دمويًا بشكل أساسي،  ولكنها غنية بالأعصاب المحتوية على عصبونات حسية، ومهمتها الإبلاغ عن وجود الألم ( مستقبلات الأذية )؛ التغير في الحركة ( استقبال الحس العميق ) ؛ التغير في الضغط والاهتزاز ( المستقبلات الميكانيكية ) ؛ التغيير في الوسط الكيميائي ( المستقبلات الكيميائية ) ؛ والتقلبات في درجة الحرارة (المستقبلات الحرارية ). للفافة العميقة القدرة على الاستجابة للمدخلات الحسية عن طريق الانقباض؛ إما عن طريق الاسترخاء؛ أو عن طريق إما إضافة أو تقليل أو تغيير تركيبته من خلال عملية إعادة تشكيل اللفافة. 
قد يكون سبب قدرة اللفافة على الانقباض هو نشاط الأرومات الليفية العضلية التي قد تلعب دورًا في التئام الجروح. 
يمكن للفافة العميقة أيضًا أن ترتخي، فـمن خلال مراقبة التغيرات في التوتر العضلي ، ووضعية المفاصل ، ومعدل الحركة ، والضغط ، والاهتزاز ، فإن المستقبلات الميكانيكية في اللفافة العميقة قادرة على بدء الاسترخاء. يمكن أن ترتخي اللفافة العميقة بسرعة كردة فعل على الحمل العضلي الزائد المفاجئ أو الحركات السريعة. تعمل أعضاء وتر جولجي كآلية ارتجاعية، وذلك عن طريق التسبب في استرخاء اللفافة العضلية قبل أن تصبح قوة العضلات كبيرة جدًا لدرجة تمزق الأوتار. تحس جسيمات باتشيني بالتغيرات في الضغط والاهتزاز لمراقبة معدل تسارع الحركة، فـسيعطون استجابة استرخاء مفاجئة في حصول أي حركة بسرعة أكبر من العادة،  يمكن للفافة العميقة أيضًا أن ترتخي ببطء حيث تستجيب بعض المستقبلات الميكانيكية للتغيرات على مدى فترات زمنية أطول. تشير مستقبلات جولجي على عكس أعضاء وتر جولجي إلى موقع المفصل المستقل عن انقباض العضلات، مما يساعد الجسم على معرفة مكان العظام في أي لحظة. تستجيب نهايات رافينيي للتمدد المنتظم وللضغط المستمرالبطيء، وبالإضافة إلى بدء الاسترخاء اللفافي، فهي تساعد على استرخاء الجسم بالكامل عن طريق تثبيط النشاط الودي الذي يبطئ معدل ضربات القلب والتنفس.  
عندما يستمر الانقباض ، تكون ردة فعل اللفافة إضافة مواد جديدة، فـتفرز الخلايا الليفية اليافعة الكولاجين وبروتينات أخرى في النسيج البيني خارج الخلية حيث ترتبط بالبروتينات الموجودة ، مما يجعل التركيبة أسمك وأقل قابلية للتمدد.
على الرغم من أن هذا يعزز مقاومة الشد للفافة ، لكنه مع الأسف يمكن أن يقيد هذه الهياكل بالذات التي يهدف إلى حمايتها.
تتراوح الأمراض الناتجة عن قيود اللفافة من انخفاض طفيف في نطاق حركة المفاصل إلى ربط اللفافة الحاد للعضلات والأعصاب والأوعية الدموية ، كما هو الحال في متلازمة الحيز. ولكن في حالة إمكانية مقاطعة الانقباض اللفافي لفترة كافية ، فسيسبب ذلك حصول شكل عكسي لإعادة تشكيل اللفافة. ستقوم اللفافة بتطبيع تكوينها وقوتها، وستهضم البلاعم داخل المصفوفة خارج الخلية المواد الإضافية التي أفرزت بسبب الانقباض المطول. 
مثلها مثل المستقبلات الميكانيكية ، فإن المستقبلات الكيميائية في اللفافة العميقة تمتلك أيضًا القدرة على تعزيز الاسترخاء اللفافي. عادة ما يكون معنى الاسترخاء إيجابيًا، ولكن اللفافة تحتاج إلى الحفاظ على قدر من الشد، وهذا ينطبق بشكل خاص على الأربطة، فـللحفاظ على سلامة المفاصل، لابد من توفر هذه الأربطة شدًّا أو ضغطًا كافيًا بين الأسطح العظمية. إذا كان الرباط متراخيًا جدًا، فإن احتمالية الإصابة تزداد.
يمكن أن تؤثر بعض المواد الكيميائية ، بما في ذلك الهرمونات ، على تكوين الأربطة، وأحد الأمثلة على ذلك هو الدورة الشهرية ، حيث تُفرز الهرمونات لإحداث تغييرات في رباط قاع الحوض والرحم . ومع ذلك ، فإن الهرمونات ليس لها مواقع محددة ، وبالتالي يمكن للمستقبلات الكيماوية في الأربطة الأخرى من الجسم أن تتقبلها أيضًا. لعل أربطة الركبة أحد المناطق التي يحصل فيها ذلك ، حيث أُثبت وجود ارتباط كبير بين مرحلة الإباضة في الدورة الشهرية وزيادة احتمالية إصابة الرباط الصليبي الأمامي .  
وقد اقترح أن التلاعب باللفافة من خلال الإبر المستخدمة في الوخز بالإبر هو السبب الرئيسي في الإحساس الجسدي لتدفق الـتشي على امتداد خطوط الطول في الجسم ،  على الرغم من عدم وجود أساس تشريحي أو نسيجي يمكن التحقق منه جسديًا لوجود نقاط الوخز بالإبر أو خطوط الطول.  